# جادوی متال
جادوی متال (به انگلیسی: Metal Magic) اولین آلبوم گروه موسیقی هوی متال پنترا است که در سال ۱۹۸۳ میلادی منتشر شد.
جادوی متال همانند ۳ آلبوم بعدی پنترا از لحاظ سبک به گلم متال/هارد راک و موسیقی گروه‌هایی همچون کیس و ون هیلن گرایش داشت. اعضای پنترا از آلبوم کابوهایی از جهنم به بعد سبکی به نام گروو متال را ارائه کردند که باعث شهرت‌شان در دههٔ ۹۰ میلادی شد.

## اعضای مشارکت‌کننده
- تری گلیز: آواز
- دایمند دارل: گیتار
- رکس راکر: گیتار باس
- وینی پال: درامز